# Лукомский, Юзеф

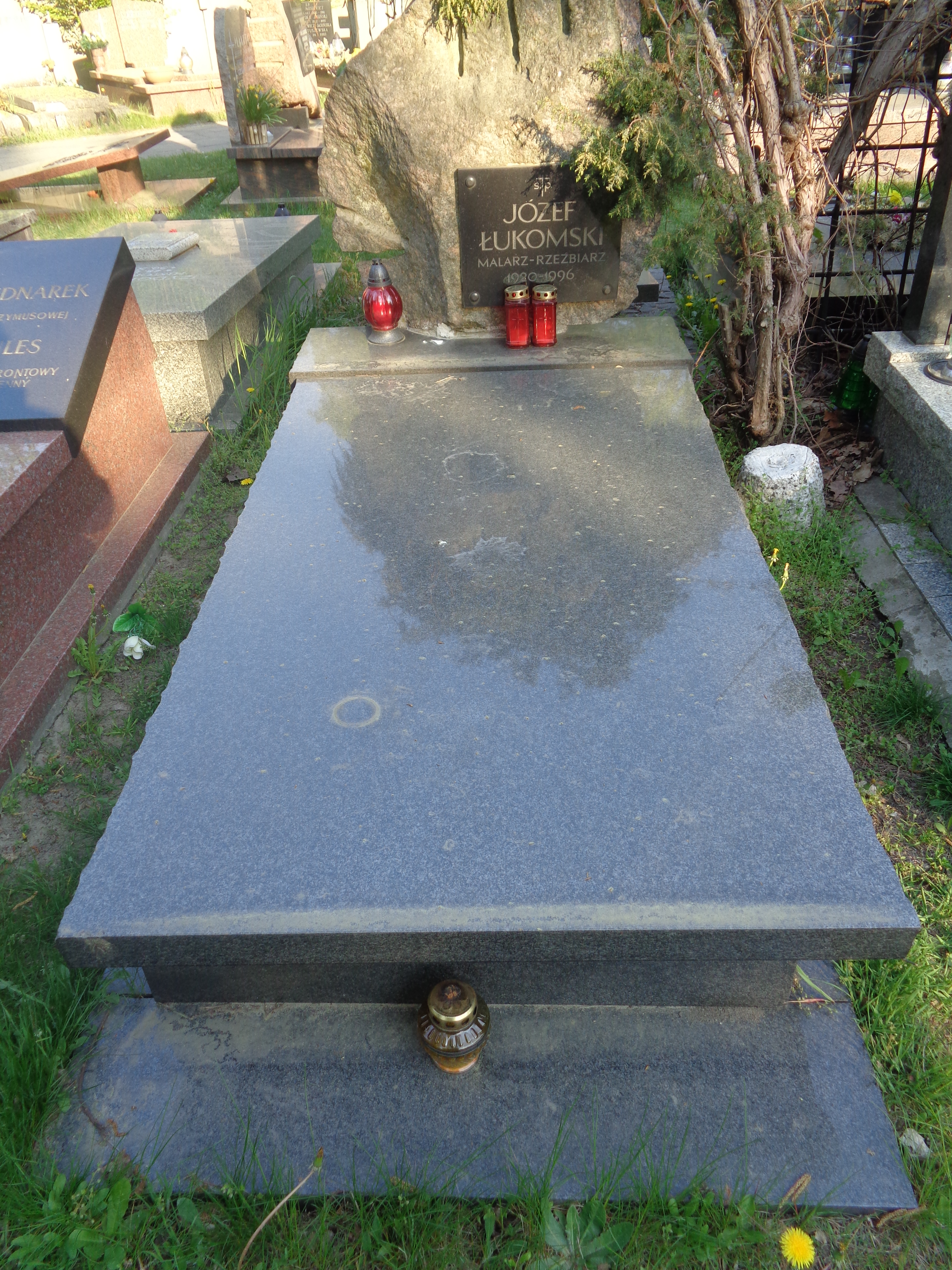
Могила Юзефа Лукомского на Повонзковском воинском кладбище.

Юзеф Лукомский (пол. Józef Łukomski, 1920[…] — 1996) — польский художник и скульптор.
В 1962 году получил диплом в мастерской проф. Александра Кобздея в Академии изящных искусств в Варшаве. В 1977 году он представлял Польшу на биеннале в Сан-Паулу. Многие его работы сочетали в себе элементы обоих этих направлений (рельефные картины). Он наиболее известен своими символическими, выразительными пространственными аранжировками. Многие из них приняли форму циклов, в том числе: «Тотемы», «Эпитафии», «Саркофаги» и «Портреты».
Похоронен на Повонзковском воинском кладбище в Варшаве (участок Г-3-1б).
Его работы представлены, в частности, в коллекции Центра польской скульптуры в Ороньско.